# Maggie Ma
Maggie Ma (ur. 9 lipca 1982 w Vancouver) – kanadyjska aktorka.

## Kariera
Występowała w roli Perry Malinowsky w filmie Oszukać przeznaczenie 3, gdzie na planie tego filmu poznała i zaprzyjaźniła się z Mary Elizabeth Winstead i Amandą Crew. Oprócz tego zagrała jeszcze Jenny w filmie Love In The City z 2006 roku. Później zagrała również Danielle w filmie The Invisible, Jessie w Sam i Jessie, Mrs. Lee w Per Specs i innych filmach. Grała również w telewizyjnych serialach np: Life As We Know It, 4400, Supernatural. Zagrała również kilka ról teatralnych.

## Filmografia
- 2005 – Life As We Know It jako tancerka
- 2006 – The Hunters jako Li Ming
- 2006 – Love In The City jako Jenny
- 2006 – Sam i Jessie jako Jessie
- 2006 – Oszukać przeznaczenie 3 jako Perry Malinowski
- 2007 – The Invisible jako Danielle
- 2007 – 4400 jako Sophia
- 2007 – Per Specs jako Mrs. Lee
- 2007 – They Wait jako mała Mei
- 2008 – Curse Of The Jade Falcon jako Chun Li
- 2009 – Supernatural jako Jennifer Tanaka
- 2009 – I Love You, Beth Cooper jako Raupp Sophomore